# Шиянов, Алексей Юрьевич
Алексей Юрьевич Шиянов (12 марта 1973, Москва) — советский и российский футболист, вратарь.

## Игровая карьера
Начинал карьеру в 1990 году в клубе «Асмарал», который был создан в начале сезона. В тот год «Асмарал» победил во Второй низшей лиге СССР и вышел во Вторую лигу. В 1991 году Шиянов сыграл на клуб 7 матчей и пропустил 3 мяча. Заняв во Второй лиге первое место, «Асмарал» вышел в высшую лигу России. Принявший команду в 1991 году Константин Бесков характеризовал юного вратаря как «второго Дасаева». В 1992—1993 годах сыграл за «Асмарал» в высшей лиге 39 игр, пропустил 71 гол.
В 1994—1995 годах был в московском «Динамо» у того же Бескова, но не провёл за первую команду ни одного матча.
За следующие три сезона в «Текстильщике» Камышин (1996) и «Факеле» Воронеж провёл только 11 матчей. 1999 год провёл во втором дивизионе в ФК «Химки» — 25 игр, 20 пропущенных мячей.
Сезон 2000/01 провёл в молдавском «Зимбру», но ни одной игры за клуб не сыграл.
Затем играл в клубах второго дивизиона «Металлург» Липецк (2001), «Спартак» Тамбов (2001), «Лобня-Алла» (2004), «Локомотив» Калуга (2005), «Спортакадемклуб» (2006—2007).
После окончания игровой карьеры работал администратором в ФК «МВД России» (июль 2008—2009). По состоянию на февраль 2012 года — специалист футбольного мастерства по индивидуальной подготовке футболистов в футбольной академии А. Журавлёва.